# Hou Bo
Hou Bo (Shanxi, 1924 - Pequim, 26 de novembro de 2017) foi uma fotógrafa chinesa que foi fotógrafa oficial  de Mao Zedong junto com seu marido Xu Xiaobing (em chinês: 徐肖冰).

## Biografia
Ficou órfã muito cedo. Seu pai era um trabalhador que foi assassinado por seu chefe para não lhe pagar; sua mãe sobreviveu-lhe pouco tempo. Com catorze anos Hou se afiliou ao Partido Comunista da China e esteve a viver durante sete anos em Yan'an, cidade onde terminou a Longa Marcha. Em 1942 casou-se com Xu numa gruta com a companhia de uns dez amigos. Hou foi quem realizou, como seu primeiro trabalho oficial, a reportagem fotográfico da fundação da República Popular Chinesa no dia 1 de outubro de 1949 na praça de Tian'anmen de Pequim.
Entre 1949 e 1961 esteve a trabalhar em Zhongnanhai como fotógrafa oficial dos líderes do partido. Em seu trabalho fotográfico tratou de engrandecer a figura de Mao Zedong e fomentar o culto a sua personalidade. No entanto, durante a Revolução Cultural foi denunciada por Jiang Qing como contrária à revolução e perdeu todos os cargos.
Desde 1986 realizou exposições com seu marido ao longo de todo o país e inclusive em Taiwan. Também tem recebido convites para expor suas fotografias históricas em vários países como o Japão, França, Reino Unido, Alemanha e Holanda.
Desde a morte de seu marido Xu em outubro de 2009 com 93 anos viveu em Pequim com seu filho e sua nora até sua morte.